# Antigua Línea 12 (TUVISA)
La antigua línea 12 de TUVISA de Vitoria unía el centro de la ciudad con el barrio de Lakua-Arriaga, pasando por el del Pilar.

## Características
Esta línea conectaba al centro de Vitoria con el norteño barrio de Lakua-Arriaga, tras haber pasado por el barrio de El Pilar..
La línea dejó de estar en funcionamiento a finales de octubre de 2009, como todas las demás antiguas líneas de TUVISA, cuándo el mapa de transporte urbano en la ciudad fue modificado completamente.
Desde julio de 2009, y con la llegada del tranvía al barrio de Abetxuko, se suprimieron las paradas de 'Juntas Generales, 12', 'Plaza Gernikako Arbola', 'Juntas Generales, 1', y 'Portal Foronda/Gabriel Celaya'; pasándose la parada de regulación horaria a la parada de 'Venezuela, 20'. Mientras duraron las obras del tranvía en la Calle Juntas Generales, las paradas de esta calle se trasladaron a la paralela Voluntaria Entrega.

### Frecuencias
| de lunes a viernes laborables |        |
| de 7:00 a 22:24               | 12 min |
| sábados laborables            |        |
| de 7:10 a 23:10               | 15 min |
| domingos y festivos           |        |
| de 8:10 a 22:25               | 15 min |
| laborables agosto             |        |
| de 7:10 a 22:25               | 15 min |

| de lunes a viernes laborables |        |
| de 7:00 a 22:24               | 12 min |
| sábados laborables            |        |
| de 7:00 a 23:15               | 15 min |
| domingos y festivos           |        |
| de 8:00 a 22:15               | 15 min |
| laborables agosto             |        |
| de 7:00 a 22:15               | 15 min |

## Recorrido
La Línea comenzaba su recorrido en la Catedral (Calle Monseñor Estenaga). Giraba a la derecha por Luis Henitz, para después acceder a Sancho el Sabio y Avenida de Gasteiz. Tras entrar a la Calle Honduras, giraba a la derecha por Cofradía de Arriaga y después a la izquierda por Panamá. Con un nuevo giro a la izquierda, entraba a la Calle Venezuela y después de nuevo a la Calle Honduras. Circulaba por Portal de Foronda hasta girar a la derecha por Juntas Generales, desde donde llegaba a la Plaza Gernikako Arbola, donde se encontraba la parada de regulación horaria.
Tras un cambio de sentido por Juntas Generales, accedía primero a Portal de Foronda y después a Honduras, desde donde girando a la izquierda, llegaba a Cofradía de Arriaga. Con un giro a la derecha, entraba a Portal de Arriaga y después a San Ignacio, con la que llegaba hasta la Calle Francia. Por la Calle Paz, Calle Independencia, Calle General Álava y Calle Becerro de Bengoa llegaba al punto inicial de la línea.

## Paradas
| KBHFa |

| HST |

| HST |

| HST |

| HST |

| HST |

| HST |

| HST |

| HST |

| BHF |

| HST |

| HST |

| HST |

| HST |

| HST |

| HST |

| HST |

| HST |

| HST |

| HST |

| KBHFe |

| KBHFa |

| HST |

| HST |

| HST |

| HST |

| HST |

| HST |

| HST |

| HST |

| BHF |

| HST |

| HST |

| HST |

| HST |

| HST |

| HST |

| HST |

| HST |

| HST |

| HST |

| KBHFe |

| KBHFa |

| HST |

| HST |

| HST |

| HST |

| HST |

| HST |

| HST |

| HST |

| BHF |

| HST |

| HST |

| HST |

| HST |

| HST |

| HST |

| HST |

| HST |

| HST |

| HST |

| KBHFe |

| KBHFa |

| HST |

| HST |

| HST |

| HST |

| HST |

| HST |

| HST |

| HST |

| BHF |

| HST |

| HST |

| HST |

| HST |

| HST |

| HST |

| HST |

| HST |

| HST |

| HST |

| KBHFe |